# Quilombo da Serra dos Órgãos
O Quilombo da Serra dos Órgãos foi um quilombo, ou mocambo, que ficava localizado próximo ao Rio Guandu e o Rio Paraíba do Sul (atual cidade do Rio de Janeiro). Os indígenas e negros que viviam nessa comunidade realizavam roubos e ataques às terras rurais, como forma de resistência aos donos das fazendas as quais esses escravizados fugiram.
O período de resistência desse quilombo tem registros no ano de 1650, e persistiram até seu massacre pelas tropas organizadas do governador da época, Artur de Sá e Meneses, em 1699.

## Contexto
As movimentações do Quilombo da Serra dos Órgãos tem as primeiras notícias registradas em torno de 1650, nas descrições os ataques violentos dos aquilombados aconteciam nas fazendas de açúcar, mandioca e etc. da cidade do Rio de Janeiro, eles assaltavam além das propriedades rurais, os comerciantes da região, esse tipo de revolta era uma das formas dos negros e indígenas resistirem as capturas dos senhores.
Dentre os assaltos, muitas vezes armados, realizados pelos aquilombados, desencadearam na morte de senhores de engenho, como o caso de um mestre de açúcar, do barqueiro João Alves Pereira e a do pardo Valério Negrão, em Guaguassú (atual região de Nova Iguaçu) durante 1650. 
Apesar do caráter étnico dos quilombos ser normalmente atrelado aos negros escravizados, no caso do Quilombo da Serra dos Órgãos, estavam unidos os escravizados africanos e os indígenas da região, indígenas Tamoio, Timbira e, provavelmente, Maracajás. Eles estavam organizados em diversas áreas da Serra dos Órgãos, nas margens do Rio Paraíba do Sul e o Rio Guandu.
Os ataques desses rebeldes despertaram nos fazendeiros e outros moradores da cidade do Rio do Janeiro exigências por reações das autoridades locais, medidas foram tomadas, como por exemplo pelo governador Tomé Correia Alvarenga (1657-1659), em 1659 ampliou as recompensas para homens dispostos a atacar e destruir os aquilombados da Serra dos Órgãos. Isso não foi suficiente para a classe senhorial, os pedidos para combater as reovltas eram inúmeros.
No mesmo ano, uma expedição, comandada pelo capitão Manoel Jordão da Silva, um tenente e dois sargentos, busca capturar os aquilombados e destruir o próprio Quilombo da Serra dos Órgão,tal ação foi financiada justamente pelos senhores de engenho da região a fim de impedir as ameaças dos rebeldes sobre os seus próprios escravizados. Apesar de não existir relatos sobre o desenvolvimento dessa expedição, em 1669, reaparecem notícias sobre saqueamentos e ataques na região. 
O capitão-do-mato Atanásio Pereira foi nomeado para controlar a região do quilombo, mas não surtiu grande efeito, visto que as mobilizações dos aquilombados permaneceram.

## Desfecho
Anos depois, em 1699, o mesmo governador Artur de Sá e Meneses organiza “Corpos disciplinados”, e através de uma expedição militar realiza uma chacina na região do Quilombo da Serra dos Órgãos, por tamanha violência. alguns elementos da tropa foram presos acusados de matar até quem não demonstrasse resistência, mas a reação de demais militares e moradores da cidade foi de insatisfação pela decisão do governador.
Artur de Sá e Menezes chegou a enviar uma carta para o Rei Pedro II de Portugal, em 8 de junho de 1699, contando sobre o acontecimento e recebeu a conivência da Coroa.
Os quilombos eram respostas às severas condições impostas aos escravizados. As incursões de tropas e de capitães-do-mato poderiam pôr fim a algumas comunidades, mas, enquanto o sistema escravocrata os explorasse, a resposta viria cada vez mais violenta.